# Poknežena grofija Goriška in Gradiška
Poknežena grofija Goriška in Gradiška (nemško Gefürstete Grafschaft Görz und Gradis; italijansko Principesca Contea di Gorizia e Gradisca), zgodovinsko včasih okrajšano in črkovano kot »Goritz«, je bila kronska dežela Habsburžanov v Avstrijskem primorju na Jadranu, na mejnem območju današnjih Italije in Slovenije. Poimenovana je bila po dveh glavnih urbanih središčih, Gorici in Gradišču ob Soči.

## Zgodovina
Leta 1754 se je Gradiška ponovno združila z Goriško grofijo in je tako nastala nova Poknežena grofija Goriška in Gradiška.
Med napoleonskimi vojnami je Goriško-Gradiška padla pod Francosko upravo. Leta 1805 so bila vsa njena ozemlja na desnem bregu Soče priključena Napoleonovemu Italijanskemu kraljestvu. Preostali del grofije je ostal del Avstrijskega cesarstva do leta 1809, ko je bil priključen Ilirskim provincam.
Leta 1813 je bila obnovljena avstrijska uprava in grofija je bila ponovno ustanovljena v njenih prvotnih mejah, vključno z mesti  Tržič in Gradež, ki sta bili poprej del Beneške republike.Leta 1816 je bila celotna grofija priključena v novo administrativno enoto, Kraljestvo Ilirija, katere prestolnica je bila Ljubljana, vključevala pa je tudi deželi Koroško in Kranjsko. Tako je ostalo do leta 1849, ko je bilo Kraljestvo Ilirija ukinjeno, ustanovljena pa je bila nova dežela Avstrijsko Primorje, ki je vključevala Goriško-Gradiško grofijo, Trst in Istro.
Leta 1861 je grofija pridobila avtonomijo kot "Poknežena grofija Goriška in Gradiška", kronska dežela Avstro-Ogrske. Grofija je imela svoj lastni parlament in uživala visoko stopnjo samouprave, čeprav je bila uradno podrejena cesarskemu guvernerju (Landeshauptmann), ki je izvajal vladni nadzor nad celotnim območjem Avstrijskega Primorja.
Leta 1915, v drugem letu 1. svetovne vojne, je Italija vstopila v vojno proti Avstro-Ogrski, z željo da bi okupirala celotno Avstrijsko Primorje. Zahodni del Goriško-Gradiške grofije je bil opustošen z bitkami na Soški fronti. Leta 1916 so Gorico prvič v njeni zgodovini okupirale italijanske čete, vendar jih je Avstro-Ogrska armada potisnila nazaj na zahod v Bitki pri Kobaridu. Leta 1918 sta v grofiji vzniknili dve masovni gibanji , ki sta zahtevali večjo avtonomijo znotraj federalizirane Habsburške monarhije: Slovenci so zahtevali združitev z drugimi  južnoslovanskimi narodi v samostojno jugoslovansko državo, medtem ko so Furlani zahtevali posebno avtonomijo za zahodni del grofije, v katerem so bili večina. Do spopadov med obemi gibanji ni prišlo, saj nista tekmovali za ista ozemlja: edino odprto vprašanje je bilo mesto Gorica, ki sta si ga lastili tako slovenska kot furlanska stran. Ko je Avstro-Ogrska konec oktobra 1918 razpadla, sta obe avtonomistični gibanji postali popolnoma nepomembni: celotno grofijo je namreč takoj okupirala italijanska armada, ki je zatrla vsakršna politična gibanja, ki bi lahko kakorkoli postavila pod vprašaj italijanske zahteve po območju.

## Ozemlje in prebivalstvo
Po podatkih iz zadnjega uradnega avstro-ogrskega popisa prebivalstva leta 1910, je grofija obsegala  2918 km² in imela  260,721 prebivalcev, od katerih jih je okoli 20 % živelo v urbanih naseljih (Gorica, Gradišče, Tržič, Krmin, Červinjan, Ronke, Gradež),  15 % v pol-urbanih naseljih (Solkan, Devin, Ajdovščina, Bovec, Kobarid, Tolmin, Sežana, Kanal ob Soči) in okoli 65 % v ruralnih področjih. Etnična struktura prebivalstva je bila kot sledi: